# Poolbillard-Europameisterschaft 2005
Die Poolbillard-Europameisterschaft 2005 war ein Poolbillardturnier, das vom europäischen Poolbillardverband EPBF in Veldhoven ausgetragen wurde. Nach 1983 fand die EM zum zweiten Mal in den Niederlanden statt.
Ausgespielt wurden die Disziplinen 8-Ball, 9-Ball und 14/1 endlos bei den Herren, Damen und Rollstuhlfahrern, wobei bei den Rollstuhlfahrer kein 14/1-endlos-Wettbewerb ausgetragen wurde. Zudem wurden die Mannschafts-Europameister der Herren und Damen ermittelt.
Das Finale im 14/1 endlos gewann der Deutsche Thorsten Hohmann gegen Nicolas Ottermann. Der Niederländer Alex Lely, der im 14/1 endlos Bronze gewann, wurde Europameister im 8-Ball und im 9-Ball. Im 8-Ball-Finale besiegte er den Polen Tomasz Kapłan, im 9-Ball den Finalisten des Vorjahres, den Deutschen Ralf Souquet.
Thorsten Hohmann gewann zudem Bronze im 9-Ball.
Die Österreicherin Jasmin Ouschan wurde Europameisterin im 9-Ball und im 14/1 endlos, wobei sie im Finale gegen die Dänin Charlotte Sorensen beziehungsweise die Deutsche Diana Stateczny gewann. 8-Ball-Europameisterin wurde die Schweizerin Christine Feldmann im Finale gegen die Belgierin Wendy Jans. Daniela Benz gewann zwei Bronzemedaillen.
Bei den Rollstuhlfahrern trafen, wie schon 2002, in beiden Finals der Finne Jouni Tähti und der Schwede Henrik Larsson aufeinander. Wie auch 2002 gewann Tähti im 8-Ball, Larsson wurde 9-Ball-Europameister. Roy Kimberley, Fred Dinsmore, Matej Brajkovic und Kurt Deklerck gewannen die Bronzemedaillen.
Die deutsche Herren-Mannschaft (Thomas Engert, Oliver Ortmann, Ralf Souquet, Thorsten Hohmann und Nicolas Ottermann) wurde im Finale gegen Tschechien zum 15. Mal Europameister. Finnland sowie der Titelverteidiger und Gastgeber, die Niederlande, belegten den dritten Platz.
Bei den Damen gewann Titelverteidiger Deutschland (Sandra Ortner, Daniela Benz, Diana Stateczny und Susanne Wessel) im Finale gegen die Niederlande zum achten Mal Europameister. Italien und Großbritannien gewannen Bronze.

## Medaillengewinner
| Disziplin                | Gold               | Silber             | Bronze                 |
| ------------------------ | ------------------ | ------------------ | ---------------------- |
| Herren – 14/1 endlos     | Thorsten Hohmann   | Nicolas Ottermann  | Tom Storm              |
| Herren – 14/1 endlos     | Thorsten Hohmann   | Nicolas Ottermann  | Alex Lely              |
| Herren – 8-Ball          | Alex Lely          | Tomasz Kapłan      | Matjaž Erčulj          |
| Herren – 8-Ball          | Alex Lely          | Tomasz Kapłan      | Radosław Babica        |
| Herren – 9-Ball          | Alex Lely          | Ralf Souquet       | Thorsten Hohmann       |
| Herren – 9-Ball          | Alex Lely          | Ralf Souquet       | Mika Immonen           |
| Herren-Mannschaft        | Deutschland        | Tschechien         | Niederlande            |
| Herren-Mannschaft        | Deutschland        | Tschechien         | Finnland               |
| Damen – 14/1 endlos      | Jasmin Ouschan     | Diana Stateczny    | Line Kjørsvik          |
| Damen – 14/1 endlos      | Jasmin Ouschan     | Diana Stateczny    | Daniela Benz           |
| Damen – 8-Ball           | Christine Feldmann | Wendy Jans         | Daniela Benz           |
| Damen – 8-Ball           | Christine Feldmann | Wendy Jans         | Kim Shaw               |
| Damen – 9-Ball           | Jasmin Ouschan     | Charlotte Sorensen | Kim Shaw               |
| Damen – 9-Ball           | Jasmin Ouschan     | Charlotte Sorensen | Katrine Jensen         |
| Damen-Mannschaft         | Deutschland        | Niederlande        | Italien                |
| Damen-Mannschaft         | Deutschland        | Niederlande        | Vereinigtes Königreich |
| Rollstuhlfahrer – 8-Ball | Jouni Tähti        | Henrik Larsson     | Roy Kimberley          |
| Rollstuhlfahrer – 8-Ball | Jouni Tähti        | Henrik Larsson     | Fred Dinsmore          |
| Rollstuhlfahrer – 9-Ball | Henrik Larsson     | Jouni Tähti        | Matej Brajkovic        |
| Rollstuhlfahrer – 9-Ball | Henrik Larsson     | Jouni Tähti        | Kurt Deklerck          |